# 존 러스킨
존 러스킨(영어: John Ruskin, 1819년 2월 8일~1900년 1월 20일)은 빅토리아 시대 영국의 주요 예술 평론가이자 후원가, 소묘 화가, 수채화가, 저명한 사회운동가이자 독지가이다. 그는 지질학부터 건축, 신화, 조류학, 문학, 교육, 원예와 경제학에 이르는 다양한 주제의 글을 썼다.
러스킨의 서술 방식과 문학 형식 역시 다양한데, 그는 수필과 논문, 시와 강의, 여행 안내서와 설명서, 편지와 동화에 이르기까지 다양한 형식의 글을 썼다. 그는 바위, 식물, 새, 풍경과 건축물 그림과 섬세한 스케치, 장식품등을 만들기까지 했다. 초기 러스킨의 예술 관련 저술의 특징이라 볼 수 있는 정교한 문체는 시간이 흘러 그의 사상을 더 효과적으로 다루게 할 간결한 언어에 자리를 내어주었다. 저술 전반에 걸쳐 그는 자연, 예술과 사회의 연관을 강조한다. 러스킨은 19세기 말부터 제1차 세계 대전 무렵까지 대단한 영향력을 지녔다. 상대적으로 영향력이 감소하던 시기를 지나, 러스킨의 명성은 그에 관한 수많은 학술 연구들이 출판되던 1960년대부터 꾸준히 증대해왔다. 오늘날, 러스킨의 사상은 생태주의와 지속가능성, 공예에 대한 관심과 함께 크게 인정받고 있다.
러스킨은 J. M. W. 터너의 작품을 옹호하는 방대한 양의 수필, <근대 화가론> 1부 (1843년)로 인하여 처음으로 큰 주목을 받았는데, 이 수필에서 그는 예술가의 주된 역할이 “자연에 대한 진실”이라고 논하였다. 1850년대부터 러스킨은 자신의 사상에 영향을 받은 라파엘 전파를 옹호했다. 러스킨의 작품은 사회적 정치적 문제에 더욱 더 초점을 맞춰 나갔다. <최후의 사람에게> (1860년, 1862년)는 이러한 초점의 변화를 강조하여 보여줬다. 1869년, 러스킨은 옥스퍼드 대학의 첫 미술 슬레이드 교수가 되어 그곳에 러스킨 스쿨 오브 드로잉을 세웠다. 그는 1871년부터 <포르스 클라비게라> (1871년 ~ 1884년)라는 이름으로 출판된 월간 “영국의 노동자와 직공에게 쓰는 편지”를 쓰기 시작한다. 러스킨은 이 복잡하고 인간적인 작품을 쓰며 자신의 이상 사회에 기초가 될 강령들을 면밀히 생각했다. 그 결과로 그는 오늘까지 남아있는 단체인 성 조지 길드를 창설한다.

## 생애 초반 (1819년 ~ 1846년)

### 가계
존 러스킨은 사촌끼리 결혼한 부부의 외동아들이었다. 아버지인 존 제임스 러스킨(1785년 - 1864년)은 셰리 및 와인 수입업자로 일했고, 도메크 동맹이라고 부르는 러스킨-텔퍼드-도메크의 설립자이자 사실상의 경영자였다. 존 제임스는 스코틀랜드 에든버러에서 스코틀랜드 글렌러스에서 태어난 어머니와 잉글랜드 하트퍼드셔주에서 태어난 아버지 사이에서 태어나서 성장했다. 그의 아내인 마거릿 코크(1781년 - 1871년)는 크로이던에서 공인의 딸로 태어났다. 마거릿 코크는 러스킨 가문에 합류한 이후에 존 제임스의 어머니인 캐서린과 친구가 되었다.
존 제임스는 변호사가 되기를 원했고, 런던에서 변호사의 수습 직원으로 채용되었다. 그의 아버지인 존 토머스 러스킨은 식료품 잡화상으로 (말하자면 야심있는 도매상인으로) 묘사된 무능한 사업가였다. 신중함과 성공하는 면이 아버지하고는 아주 대조적이던 존 제임스는 자신의 가족을 파산으로부터 구하기 위해 모든 빚을 짊어지고 마침내 1832년 마지막으로 남은 빚을 청산했다. 존 제임스와 마거릿은 1809년에 약혼했지만 존 토머스의 반대, 부채 문제는 부부의 결혼을 지연시켰다. 그들은 마침내 1818년에 축하 없이 결혼했다.

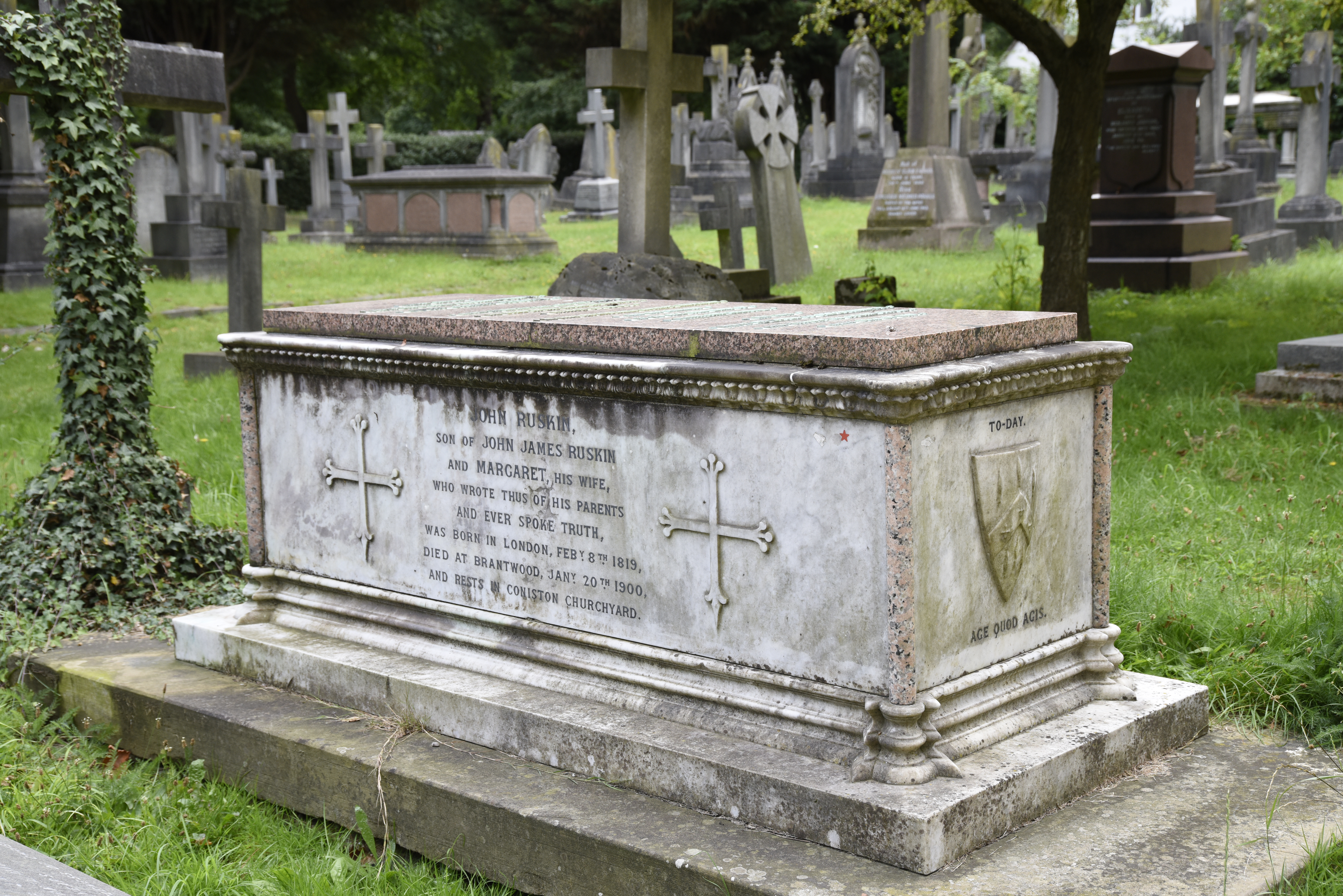
크로이든 셜리에 위치한 성 요한 묘지에 있는 존 러스킨의 아버지 존 제임스 러스킨의 무덤.

존 제임스는 1864년 3월 3일에 사망했고, 크로이던에 위치한 복음사가 성 요한 묘지에 안치되었다.

### 유년 시절과 교육

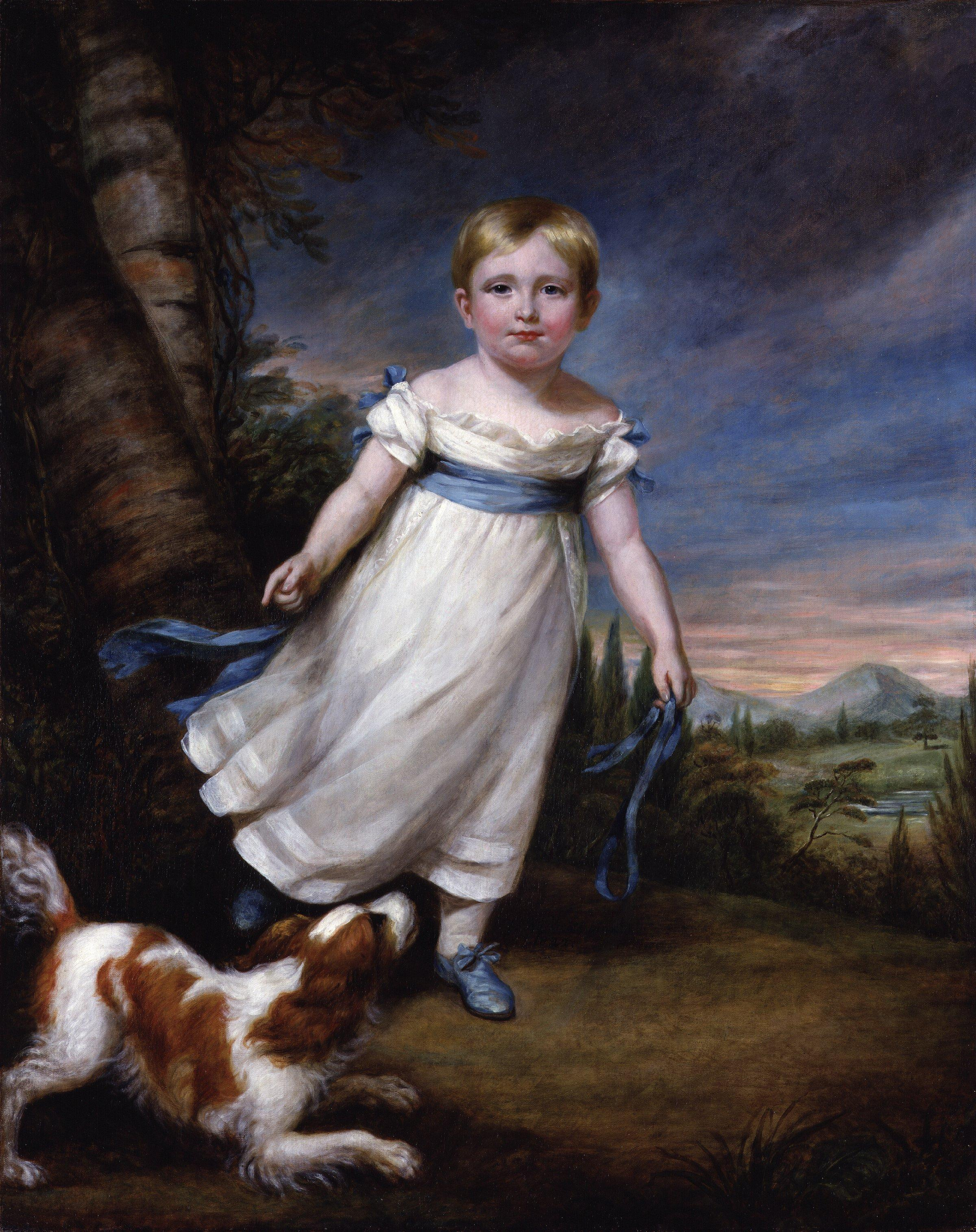
어린 러스킨. 제임스 노스코트 작.

러스킨은 1819년 2월 8일 세인트 판크라스 역 남쪽에 위치한 런던 브런즈빅 스퀘어 헌터가 54(1969년 철거됨)에서 태어났다. 러스킨의 유년 시절은 어머니와 아버지의 대비되는 영향과 함께 형성되었다고 할 수 있겠는데, 부모 모두 그에게 매우 의욕적이었다. 아버지 존 제임스 러스킨은 자식의 낭만주의 사상을 키우게끔 도왔다. 부자(父子)끼리 바이런, 셰익스피어와 특히 월터 스콧에 대한 애착을 공유했다. 부자는 1838년에 스콧의 고향 애버츠퍼드를 방문했다. 하지만 러스킨은 애버츠포드의 풍경을 보자 실망했다.

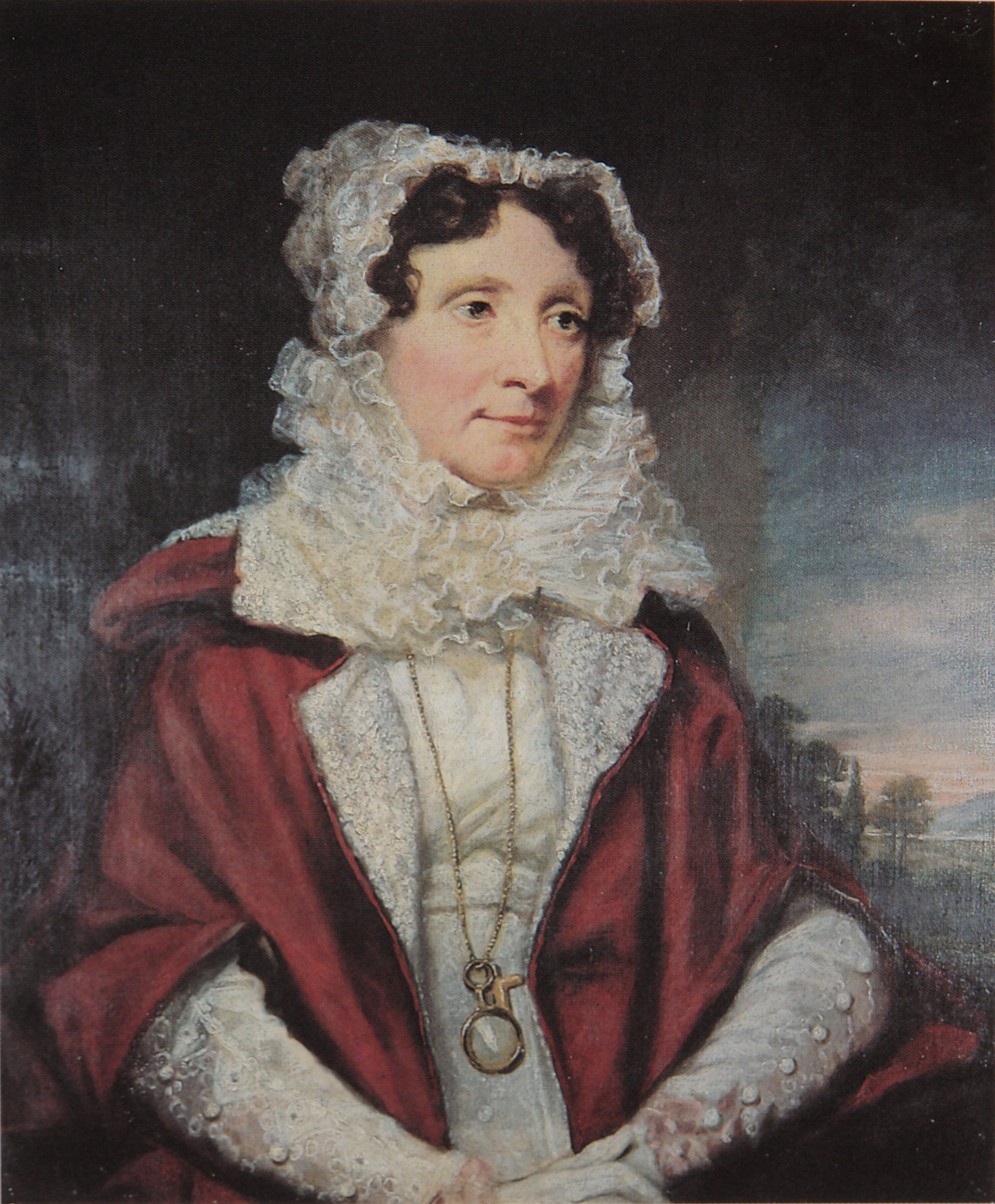
존 러스킨의 어머니, 마거릿 러스킨.

기독교 복음주의파 신도였던 마거릿 러스킨은 남편에 비해 더 신중했고 엄격했는데, 어린 러스킨에게 성경을 처음부터 끝까지 계속 읽게 했으며, 그의 기억에 큰 부분을 차지한다. 성경의 언어, 표상과 우화는 러스킨의 저술에 있어 깊은 영향을 남겼다. 러스킨은 훗날
| “ | 어머니는 나와 번갈아가며 운문을 읽으며, 먼저 내 입에서 나온 모든 발성법을 살펴보고, 정확하고 힘있게 닿게끔, 나로 하여금 이 운문을 이해할 때까지, 잘못된 점을 고쳐주었다. —프라에테리타, XXXV, 40 | ” |

라며 어머니에 관하여 썼다.
러스킨은 런던 남쪽의 캄버웰 마을 근처 헌 힐 28 (1912년 철거)에서 1823년까지 유년시절을 보내게 된다. 그는 같은 나이대의 친구가 별로 없긴 했지만, 훗날 자서전 프라에테리타(1885년 ~ 1889년)에서 과장한 것처럼 친구도 없고 장난감조차 없던 시절을 보낸 것은 아니었다. 그는 집에서 부모와 과외 교사에게 교육받았고, 이후 1834년부터 1835년까지 진보적 복음주의자 토머스 데일 (1797년 ~ 1870년)이 운영한 페컴에 위치한 학교에 다니게 된다. 러스킨은 1836년 영문학 정교수이던 데일이 런던 킹스 컬리지에서 강의를 한다는 사실을 들었다. 러스킨은 킹스 컬리지로 입학하여 데일의 지도하에 옥스퍼드 준비를 하며 학업을 마쳤다.

### 여행

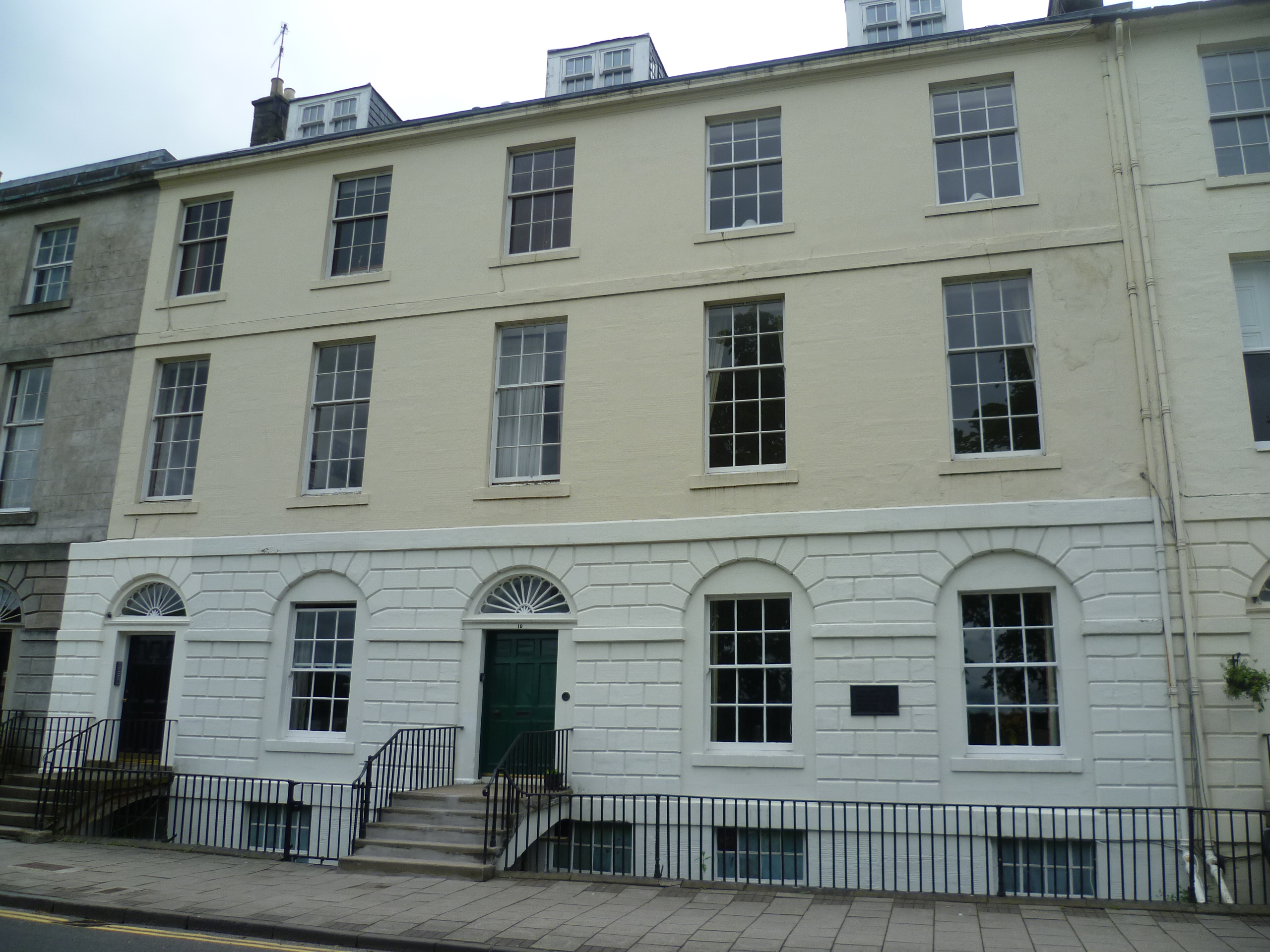
소년 시절 러스킨이 스코틀랜드의 친척들과 함께 휴가를 보낸 퍼스 로즈 테러스 10

러스킨은 어린시절 다닌 영광스러웠던 광범위한 여행 경험으로 큰 영향을 받았다. 이 경험은 그의 기호(嗜好)를 다지고 교육을 보충해 주었다. 가끔 그는 아버지와 동행하여 아버지의 사업 고객들의 고장에 있는 집들을 방문했는데, 이런 경험들은 그를 영국의 풍경, 건축, 회화와 접하게 해주었다.
러스킨은 가족 여행으로 호수 지방(그의 첫 장시, 이테리아드는 1830년 여행에 관한 이야기이다.)으로 놀러 가기도 하고, 스코틀랜드 퍼스에 있는 친척 집에도 갔었다. 이미 1825년에 러스킨 가족은 프랑스와 벨기에를 다녀왔다. 러스킨네는 유럽 대륙 여행으로 굉장히 광범위한 장소를 방문했는데, 1833년에는 훗날에도 러스킨이 자주 방문하게 될 스트라스부르, 샤프하우젠, 밀라노, 제노바, 토리노를 다녀왔다.
일생동안 품은 알프스에 대한 사랑을 러스킨은 이 시절부터 키워왔으며, 1835년 그의 후기 작품 태반의 상징과 주제에 영향을 주게 될 '도시들의 낙원', 베네치아를 처음으로 방문한다.

### 옥스퍼드

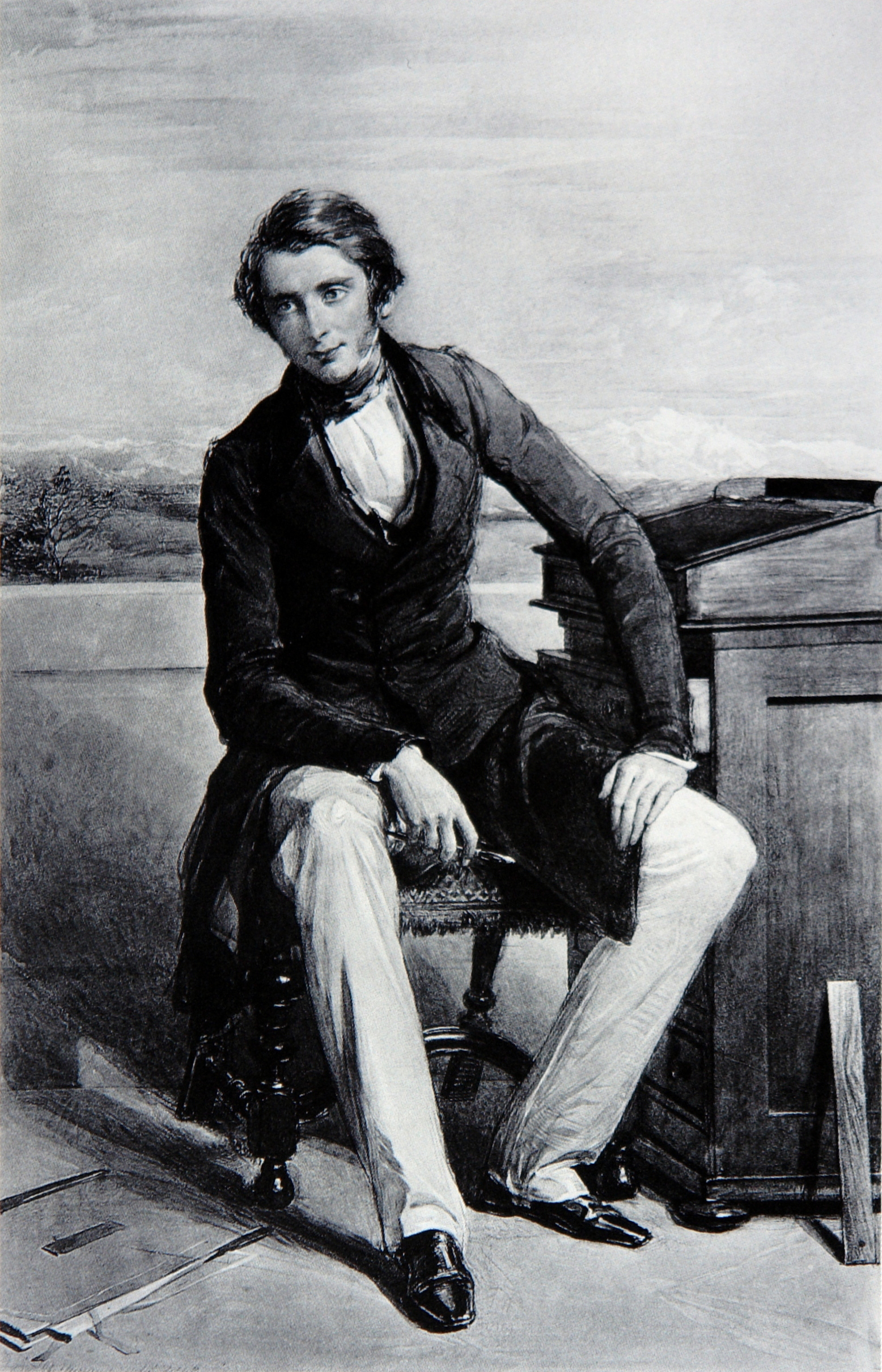
학업을 마친 1843년의 러스킨.

1836년 가을학기에 러스킨은 옥스퍼드 대학교에 입학하여 다음해 1월에 크라이스트 처치로 칼리지를 정한다. 자비생(自費生)으로 입학한 러스킨은, 다른 귀족 학생들과 동등한 지위를 누렸다. 러스킨은 전반적으로 옥스퍼드로부터 영향을 많이 받지 않았으며, 잦은 병치레를 겪었다. 아마도 이 시절에 러스킨이 얻은 가장 큰 이점으로는 바로 자신이 만든 몇 안되는 교우 관계를 들 수 있을 것이다.
러스킨의 지도 교수, 월터 루카스 브라운 목사는 항상 그를 격려해주었으며, 어린 주임 교수 헨리 리들(훗날 앨리스 리들의 아버지)와 개인 교수 오스본 고든 목사 역시 마찬가지였다. 러스킨은 지질학자이자 자연 신학자이던 윌리엄 버클런드와 친해졌다. 동년배 학부생들 중 그의 가장 소중한 친구들로는 찰스 토머스 뉴턴과 헨리 어클런드가 있었다.
1839년 러스킨은 세 차례 시도 끝에 시 부분에서 영광스런 뉴디게이트 상을 수상하며 (아서 휴 클루프는 2위였다.) 큰 성공을 거머쥔다. 그는 수상식에서 명예 학위를 받은 윌리엄 워즈워스를 만난다.
러스킨은 옥스퍼드 시절 자립해서 산 적이 없었다. 그의 어머니는 하이 스트리트에서 묵었고 아버지는 둘을 주말마다 보러 왔다. 러스킨의 건강은 나빴으며, 아버지 사업 파트너의 둘째 딸이었던 그의 첫사랑, 아델 도메크가 프랑스 귀족과 약혼했다는 사실을 듣자 그는 충격에 빠졌다. 1840년 4월, 시험 공부를 하던 러스킨은 피를 토하며, 폐결핵에 대한 공포에 빠져 옥스퍼드를 휴학하고 긴 휴식을 취한다.
러스킨은 돌아가기 전, 훗날 결혼하게 되는 에피 그레이가 그에게 부탁한 것을 해주었다. 12세의 에피는 그에게 동화를 써달라고 물어본 것이다. 6주간 의사 제프슨 (1798년 ~ 1878년)의 유명한 소금물 치료를 받기 위해 레밍턴 스파에서 휴식을 취하며 러스킨은 그의 유일한 픽션, 동화 <황금 강의 왕>을 쓴다. (1850년 12월에야 리처드 도일의 삽화와 함께 출판되었다. 1851년 인쇄.)

### <근대 작가론> 1부 (1843년)

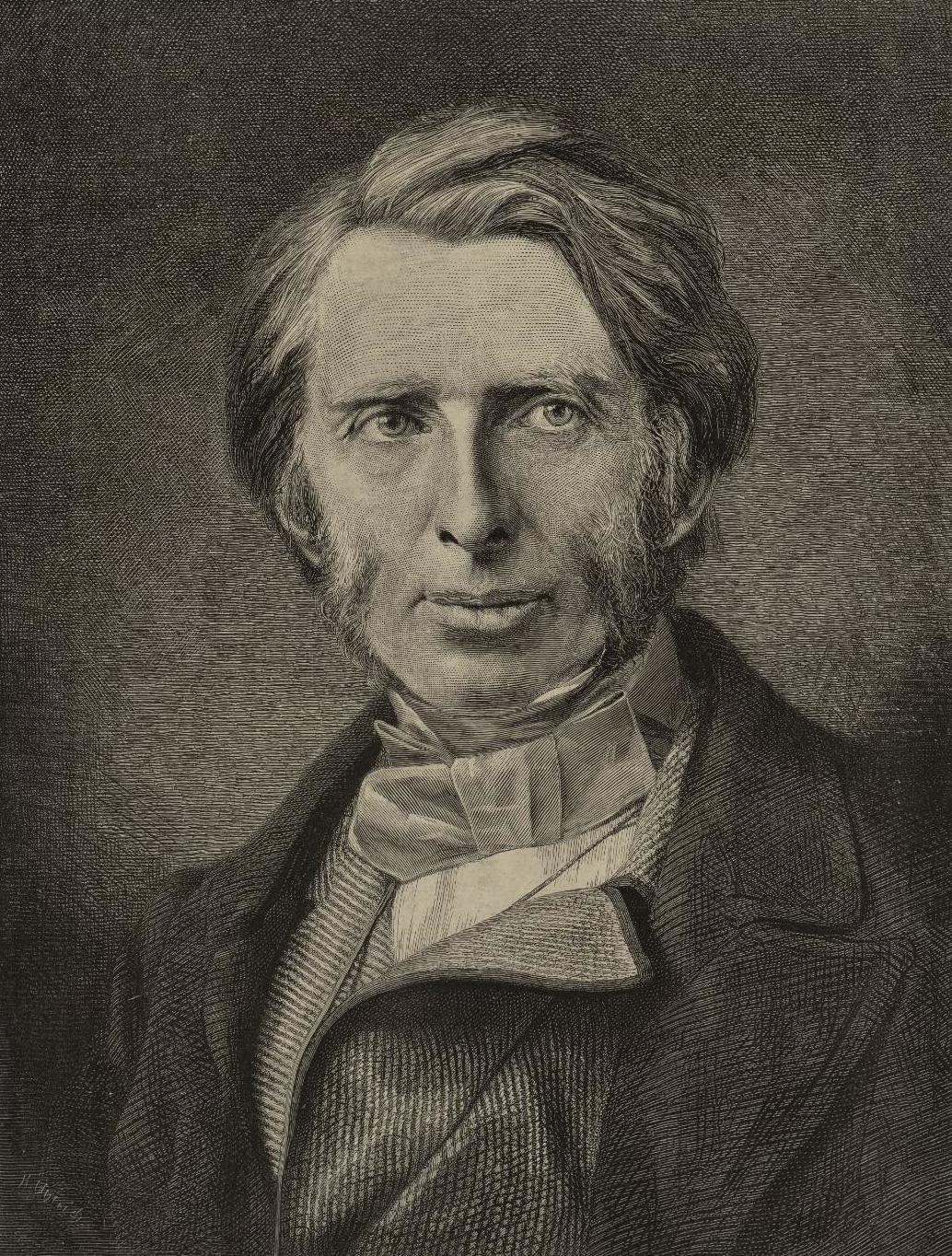
지기스문트 울리히작. 존 러스킨 판화, 1860년경

1840년 후반부터 1842년 가을까지의 대부분의 기간동안 러스킨은 부모와 함께 해외에 있었는데 주로 이탈리아에서 머물렀다. 러스킨의 이탈리아 예술 연구는 러스킨에게 키츠의 친구인 조지프 세번(조지프 세번의 아들, 아서 세번은 훗날 러스킨의 사촌, 조앤과 결혼한다.)을 소개시켜 준 조지 리치몬드의 영향을 크게 받아 이뤄졌다.
왕립 아카데미에 전시된 터너의 몇몇 작품들에 대한 맹비난에 관해 듣게 된 러스킨은 J. M. W. 터너를 옹호하는 글을 쓰는 데에 빠졌다. 비평가 존 이글스 목사가 1836년에 블랙우드즈 매거진에 기고한 공격은 러스킨으로 하여금 장문의 글을 쓰게 만들었다. 러스킨의 아버지는 터너에게 이 글의 단편들을 보내게 되는데 터너는 이 글들이 출간되는 것을 원치 않았다. 1903년에야 이 글은 출간된다.
러스킨이 근대 작가론을 쓰기 시작하기 전, 러스킨의 아버지는 새뮤얼 프라우트와 터너 등의 수채화 작품들을 모았었다. 두 화가들 모두 헌 힐과 덴마크 힐 163번지(1947년 철거됨)의 러스킨네로 가끔 가던 손님들이었다. 덴마크 힐은 1842년에 러스킨 가족이 헌 힐에서 이사간 곳이다.

### 1845년의 여행과 <근대 작가론> 2부 (1846년)
러스킨은 1844년 부모와 함께 또 한번 유럽 대륙을 여행하게 되는데, 이 여행을 통해 샤모니와 파리를 방문하여 루브르에서 알프스의 지리와 티치아노, 베로네세, 페루지노 등의 회화를 공부했다.
1845년 26세의 나이로 러스킨은 처음으로 혼자 여행을 떠난다. 이 여행으로 그는 프랑스, 스위스와 특히 이탈리아의 중세 건축과 예술을 공부하는 기회를 얻을 수 있었다. [루카]]에서 러스킨은 자신이 기독교 조각의 원형이라고 평가한 자코포 델라 퀘르차가 만든 일라리아 델 카레토의 무덤을 보게 되다. 러스킨은 피사와 피렌체에서 본 공동 묘지Campo Santo에 영감을 받아 그림을 그렸다. 베네치아에서 러스킨은 산마르코 대성당에 있는 프라 안젤리코와 조토의 작품에, 스쿠올라 디 산 로코에 있는 틴토레토의 작품에 감탄했으나, 베네치아의 근대화와 쇠퇴라는 복합적인 영향들을 떠올리며 “내게 베네치아는 사라졌다”라며 한탄한다. 여기서 그는 건축 복원은 파괴이며, 보존이야말로 진정한 것임을 깨달았다.

## 생애 중반 (1847년 ~ 1869년)

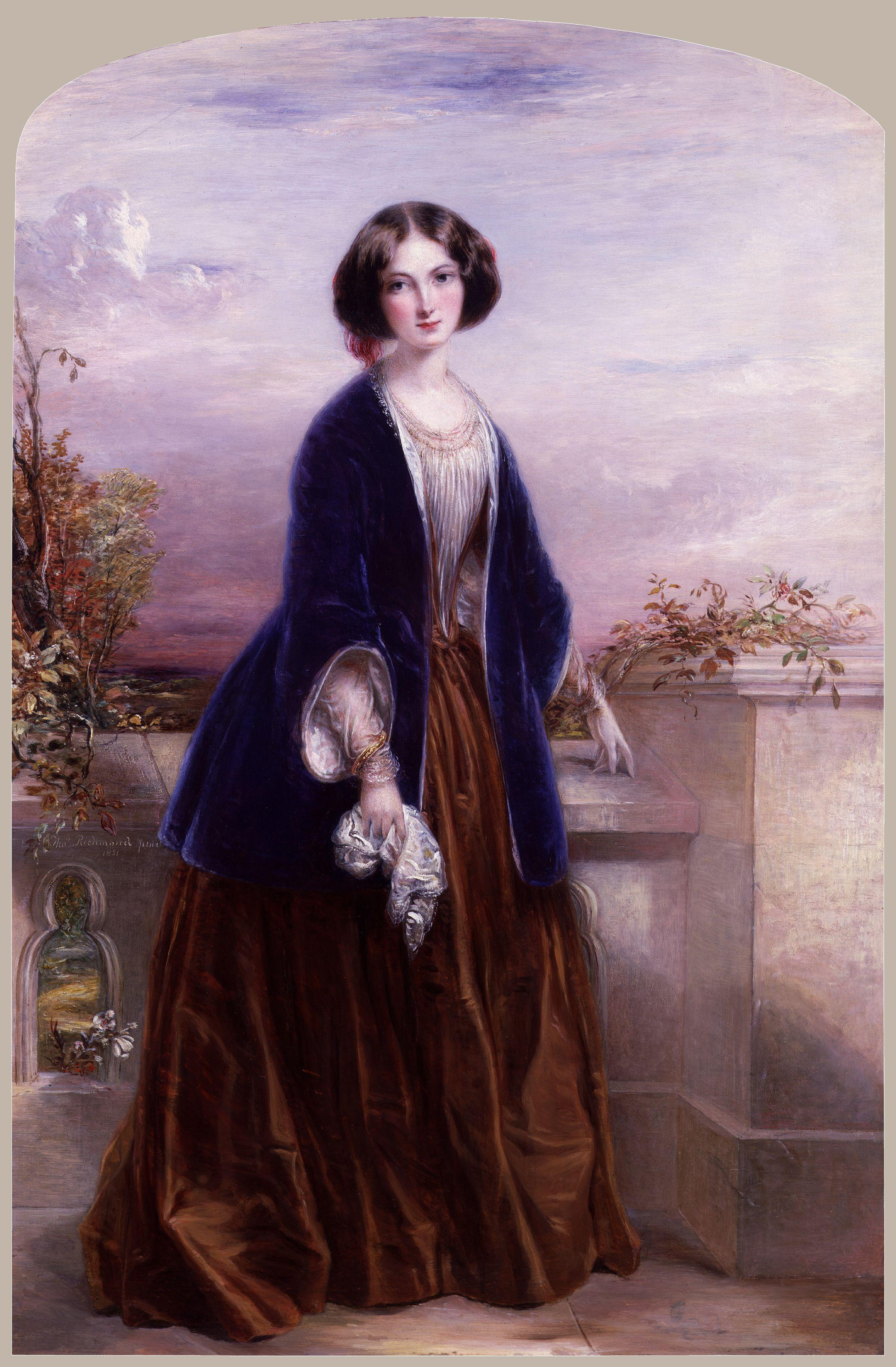
토머스 리치몬드가 그린 에피 그레이. 그레이는 이 초상화가 자신을 “우아한 인형”처럼 보이게 해줬다고 생각했다.

### 에피 그레이와의 결혼
1847년 동안, 러스킨은 가족들 친구의 딸이었던 에피 그레이와 친해지기 시작했다. 러스킨은 에피를 위해 <“황금 강의 왕”>을 썼다. 둘은 10월에 약혼하여, 1848년 4월 10일 퍼스 보워스웰에 있는 에피의 친가에서 결혼했다. 그곳은 전에 러스킨 가의 저택이었는데, 러스킨의 할아버지, 존 토머스 러스킨이 자살한 곳이기도 하다. 이같은 이유와 다른 골치거리 때문에, 러스킨의 부모는 참석하지 않았다.
유럽 전역을 휩쓴 1848년 혁명은 이 신혼부부가 여행을 떠나는 것이 제한되어 있음을 의미했으나, 둘은 노르망디에 갈 수 있었고, 그곳에서 러스킨은 고딕 건축에 감탄한다. 초반에 부부는 러스킨의 아버지가 그들에게 얻어준 메이페어 파크 스트리트 31에서 함께 살았다. (이후로는 찰스 스트리트 6, 그 다음 헌 힐 30) 1849년에 에피는 유럽 여행을 가는 것을 싫어했기 때문에, 러스킨은 부모와 함께 알프스로 가서 <근대 작가론> 3부와 4부에 쓰일 자료들을 모았다. 러스킨은 알프스의 미와 알프스 농노들의 가난의 대조에 빠져들었고, 그가 지닌 섬세한 사회적인 면의 양심이 한층 더 각성하였다.
결혼은 행복하지 않았는데, 소문에 의하면 에피에게 향한 존의 불신이 가득찬 모진 행동들이 원인이었다고 한다. 그 둘은 한번도 잠자리를 같이 하지 않았고 1854년 결혼은 무효가 되었다.

### 건축
건축, 특히 고딕 리바이벌 양식에 대한 러스킨의 관심은 나날이 증가하여 <건축의 칠등> (1849)를 쓰기에 이른다. 이 책에는 러스킨이 직접 새긴 14장의 판화가 수록되었다. 제목 ‘건축의 칠등’은 러스킨이 모든 건축과 땔래야 땔 수 없는 필수적인 것으로 여긴 희생, 진실, 힘, 미, 삶, 기억, 복종이라는 7가지의 도덕 범주들을 뜻한다. 7가지 모두 주제로서 책 내에서 여러번 언급된다. <칠등>에서 러스킨은 고딕 양식의 개신교・세속사회의 미덕을 장려하여, 가톨릭계 건축가 A. W. N. 퓨진의 영향에 도전한다.

### 라파엘 전파
1848년 존 에버렛 밀레이, 윌리엄 홀먼 헌트, 단테 가브리엘 로세티는 라파엘 전파를 창설한다. 자연의 우아한 모습들을 묘사하겠다던 라파엘 전파의 '자연주의' – "오직 자연만을 그리는 것" –이라는 헌신 선언은 러스킨에게 큰 영향을 받았다.
라파엘 전파 예술가들이 그들과 러스킨 모두와 친분이 있던 코번트리 파트모어를 통해 러스킨에게 접근하자, 그는 밀레이와 연락을 주고받았다. 처음엔 러스킨은 당대 신성모독적이라 평가받던 밀레이의 "자기 부모님 집의 예수" (1849년 ~ 1850년)을 보고는 어떤 감명도 받지 못했으나, 1851년 5월 더 타임즈에 라파엘 전파를 옹호하는 편지를 써 보낸다. 러스킨이 밀레이를 후원하고 격려한 이후, 1853년 여름 밀레이 형제는 러스킨과 에피와 함께 스코틀랜드로 여행을 떠나게 되는데, 글렌핀라스에서 밀레이는 면밀히 관찰하여 항상 의도한 듯 편마암 배경의 풍경을 그린다. 그는 후에 러스킨의 초성을 그림에 더한다.
밀레이는 에피에게 1852년 왕립 아카데미에서 전시된 The Order of Release, 1746를 그려준다. 물리적인 질병과 극심한 정신적 고통으로 심히 고통받은 에피는 그녀의 남편 러스킨과 남편만 심하게 감싸고 돌던 시부모와 호되게 싸우고 나서 스코틀랜드의 친정집으로 위로받으러 간다. 러스킨의 결혼은 불운하게도 벌써 에피가 밀레이와 바람이 나자 무너져 버렸고, 에피는 러스킨에게서 떠나가 세간에 추문을 일으킨다.

### <근대 화가론> 3부와 4부
<근대 화가론> 3부와 4부는 모두 1856년에 출판되었다. <근대 화가론> 3부에서 러스킨은 모든 위대한 예술은 "위대한 이의 영혼의 표현"이라 주장한다. 그는 이 책에서 오직 도덕적이고 영혼적인 건강만이 고귀함과 미를 찬미하는 것과, 자신의 본질을 관통하는 상상력으로 고귀함과 미를 위대한 예술로 전환하는 것이 가능하다고 역설한다.
<근대 화가론> 4부에서 그는 풍경화의 측면에서, 또 주변에 있는 것들에 대한 지질의 도덕적, 영혼적 영향이라는 측면에서 알프스의 지리학을 소개한다. 마지막 단락에서는 "산의 영광"과 "산의 음울"을 대조하며 러스킨의 사회 분석 초기의 예시를 보여준다.

### 터너 유증품
1851년 J. M. W. 터너가 죽은 소식을 들었을 때 러스킨은 베네치아에 있었다. 러스킨이 터너의 유언을 집행하게 된 것은 영광이었다. 처음에 러스킨은 자신이 유언 집행을 맡는 것을 예의상 거절하나 이후 그 일을 받아들인다. 1856년 출간된 바다를 찬양하는 러스킨의 저서 <영국의 항구들>은 터너의 그림을 주제로 삼고 있다.
1857년 1월 러스킨의 <말보로 하우스에 있는 터너 갤러리에 관한 기록, 1856>이 출간된다. 러스킨은 터너에 의하여 국가에 기증된 20,000점에 달하는 작품들을 내셔널 갤러리에다가 자신이 정리하게 해달라고 설득하였다. 러스킨은 1858년 5월에야 끝날 터너 작품의 목록을 만들며, 액자에 끼우고 보존 작업을 하는 막대한 양의 작업에 들어갔다. 400점의 수채화는 러스킨이 직접 디자인한 장식장에 전시되었다.
최근 학자들은 러스킨이 터너의 성애 그림을 파괴하는데에 공모했다고 전처럼 여기지는 않지만, 터너 유증품에 관한 그의 저서를 볼 때, 성애에 관련된 그림이 터너에 대한 러스킨의 태도가 바뀌었음에 분명하다고 주장한다.

### 1860년대의 강연
러스킨은 1860년대에 1867년 케임브리지 대학에서 선보인 리드 강의를 비롯하여 여러 곳에서 강연을 했다. 그는 브리티시 인스티튜션에서 '현대 예술'에 관하여, 캠버월 노동자 인스티튜션에서 '일'에 관하여, 왕립 군사 학교에서 '전쟁'에 관하여 이야기를 했다. 많은 찬사를 자아낸 러스킨의 강연으로서, 취향과 도덕간의 관계에 관한 강연인 '운행'은 1864년 4월 브래드포드 시청에서 열렸다. 그 곳에서는 신축 거래소 건물의 건축 양식에 관한 지역 사회의 논쟁이 있던 고로 러스킨을 초청했다. 러스킨은 청중들에게 '저는 이 거래소에 관심이 없는데, 왜냐하면 당신들도 없기 때문입니다!'라고 말했다. '일', '전쟁', '운행' 이 세 강연은 <올리브 나무의 왕관> (1866년)에 실렸다.
1864년 12월 러시홈 시청과 맨체스터 시청에서 러스킨이 보인 강연은 <참깨와 백합>(1865년 출판)에 실렸는데, 이 강연은 본질적으로 교육과 이상적인 품행을 다루고 있다.
"왕들의 보물" (도서관 기금에 대한 옹호)에서 러스킨은 독해 연습과 문학(당대만의 책 vs. 전 시대를 아우르는 책), 문화적 가치, 공교육에 관한 문제들을 피력하며, "여왕들의 정원"(학교 기금에 대한 옹호)는 여성의 역할이란 주제에 중점을 두며 교육에 있어서 여성의 권리와 의무를 주장하고 가정 내에서의 그들의 책임을 부여한다.
<참깨와 백합>은 러스킨의 가장 유명한 저서 가운데 하나이며, 주일 학교 상으로 자주 수여되던 책이다.

## 생애 후반 (1869년 ~ 1900년)

### 옥스퍼드 대학의 첫 미술 슬레이드 교수

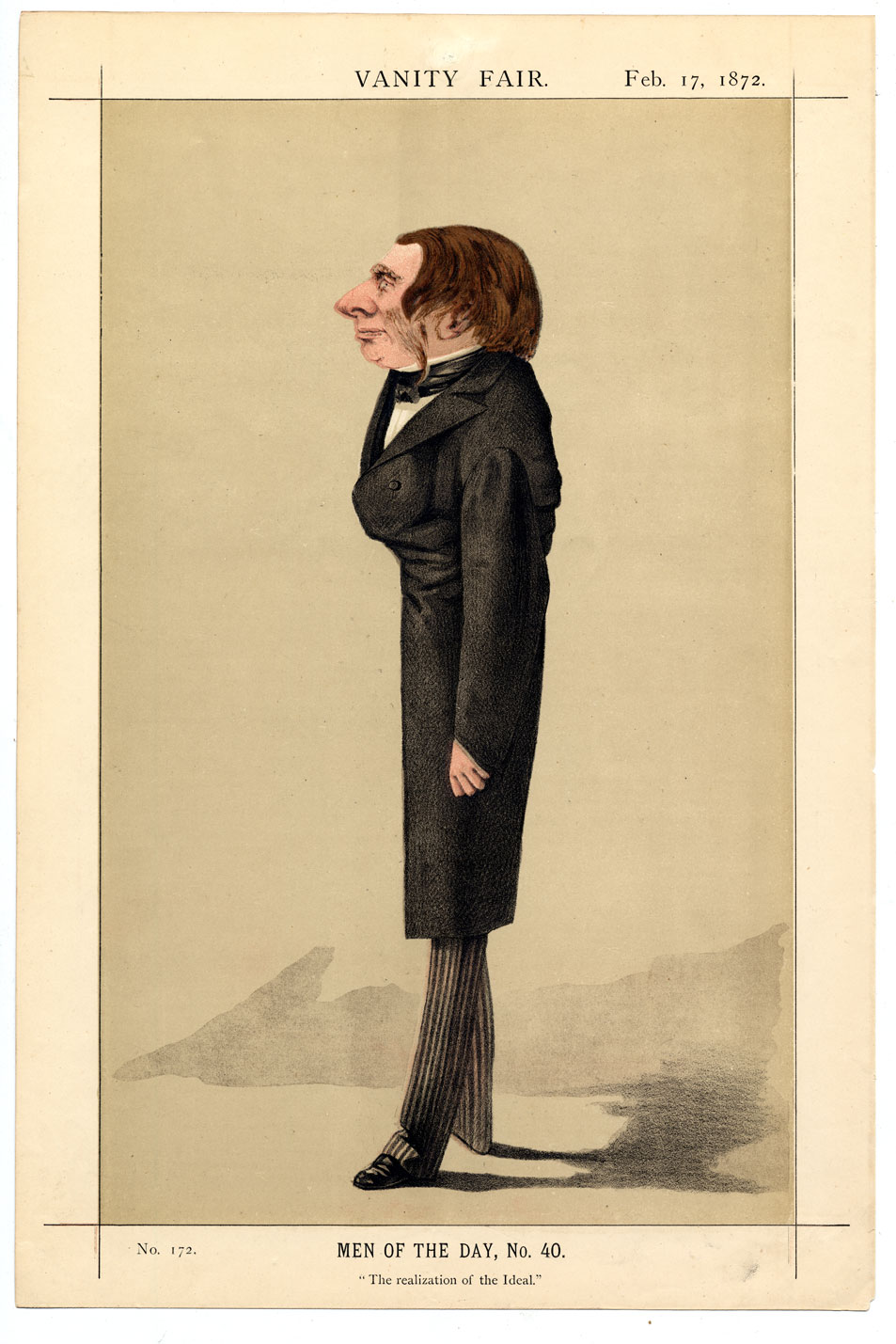
1872년 《베니티 페어》에 수록된 아드리아노 체초니가 그린 러스킨의 캐리커처.

러스킨은 1869년 8월 헨리 어클란드라는 옥스퍼드 재직중인 친구를 주로 통해서 만장일치로 옥스퍼드 대학 미술 슬레이드 교수에 임명되었다.
러스킨은 1871년 그의 51번째 생일날 셸더니언 극장에서 기대했던 것보다 더 많은 청중들에게 첫 강연을 했다. 그 자리에서 그는 “어느 나라의 예술이건 그것은 그 나라의 사회적, 정치적인 미덕들을 설명해준다”라고 말했다. 세실 로즈가 강연이 제국주의 영국을 바라보는 로즈 자신의 견해를 뒷받침해준다고 생각하며, 강연에서 손수 길게 메모한 것을 소중히 간직했다는 주장이 있기도 하다.

### 만년의 저술

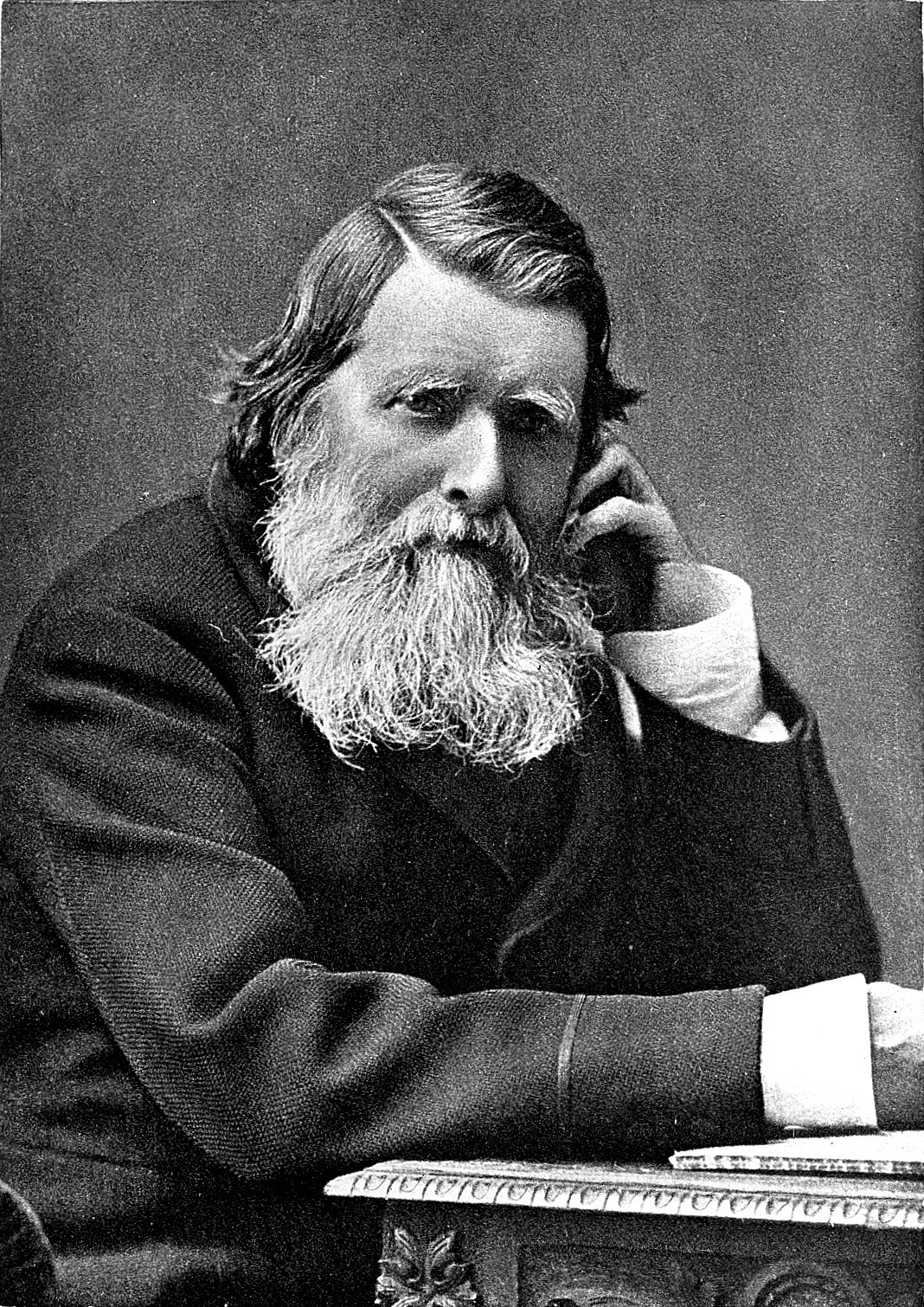
1882년의 존 러스킨

1880년대에 러스킨은 어린 시절부터 그가 좋아했던 주제와 문학으로 돌아왔다. 그는 <픽션, 아름답고 더러운> (1884년)에 월터 스콧, 바이런 경과 윌리엄 워즈워스에 관하여 글을 썼으며, <19세기의 먹구름> (1884년)이라는 기후 패턴에 대한 산업화의 분명한 영향의 우려에 관하여 논한, 기상 관측에 관한 강의로 돌아왔다. 러스킨의 <먹구름>은 20세기와 21세기에 생태주의에 대한 관심을 보인 선구적인 저서로 여겨진다. 러스킨의 이같은 예언적인 저술은 그 자신의 개인적 정서와 연관지어질 뿐 아니라, 러스킨이 이제 거의 공감이 남아있지 않다고 느낀, 현 세상에 대한 그의 더 보편적(윤리적)인 실망과도 결부가 된다.
1880년대 후반 러스킨의 건강은 계속하여 멈추지 않고 쇠퇴하였다. 점차 그는 유럽으로 여행가는 것이 힘들어졌다. 러스킨은 자신의 1888년 보베, 살랑슈와 베네치아를 돌아다닌 마지막 여행에서 완전히 정신이 무너져내렸다. 유미주의와 인상주의의 태동과 군림은 러스킨을 당대 예술 세계에서 떨어뜨렸으며, 예술의 사회 통합에 관한 그의 사상은 당대 조류를 지배하기 시작한 "예술을 위한 예술"의 강령과 대조되었다.
러스킨의 마지막 저술은 특히 그가 현대 예술보다 케이트 그린어웨이같은 삽화가에 더 관심을 갖게 된 것처럼, 갈수록 현대 예술과는 상관없이 되어버렸다. 또한 러스킨은 찰스 다윈을 개인적으로 알고 존경했음에도, 맹렬히 다윈주의 사상의 측면을 공격했다.
러스킨의 마지막 대작은 자신의 자서전, <프라에테리타> (1885년 ~ 1889년) ('옛날 것들'이라는 의미)가 있는데, 이 작품은 매우 개인적이고, 선별적이고, 맵시있는 문체를 썼으나 본인의 삶의 측면을 다루는 데에 있어서는 미완성이다. 이 작품의 서문은 헌 힐에 위치한 그의 어린 시절 유치원에서 쓰여졌다.

### 러스킨의 외견에 관하여
중년의 강사였던 러스킨은 매부리코와 날카롭고 번쩍이는 벽안을 가진, 좀 작은 키로 추정되는 마른 중년으로 묘사되곤 한다. 단추가 두 개 달린 조끼를 입고 깃을 높게 세우며 필요할 땐 프록 코트를 입던 러스킨은 자신의 트레이드 마크였던 파란색 넥타이를 맸다. 1878년부터 러스킨은 긴 수염을 기르며 “구약 성서”에 나오는 예언자의 모습을 하기 시작했다.

### 러스킨의 국제적 명성
러스킨의 영향은 전 세계적으로 뻗어나갔다. 레프 톨스토이는 러스킨을 두고 “영국과 우리 세대뿐 만 아니라, 전 세계와 모든 시대의 가장 뛰어난 이 중 하나”라고 표현했으며, 러스킨의 사상을 러시아어로 보여주며 그를 엄청 인용했다.
마르셀 프루스트는 러스킨에 감탄한 것을 넘어, 그의 작품을 프랑스어로 번역하기까지 했다. 프루스트는 러스킨은 <참깨와 백합>과 <아미앵의 성서>를 프랑스어로 번역했으며, 러스킨은 프루스트에게 큰 영향을 끼치게 되어 “프루스트의 예언자”라고 불리기도 한다.
마하트마 간디는 <최후의 한명에게>가 자신에게 건 “마법”에 관해 글을 썼으며, 구자라트어로 작품을 사르보다야, “모든 것의 진보”라며 불렀다.  일본에서는 미키모토 류조가 적극적으로 러스킨의 번역에 협력했다. 류조는 조각들과 여러 기념품들을 주문했고, 자신의 고상한 진주 제국에서 만들어낸 장신구에 러스킨 풍의 장미 주조를 실현했다. 류조는 도쿄 러스킨 협회를 설립했으며 자식들은 그의 러스킨 컬렉션을 둘 도서관을 지었다.

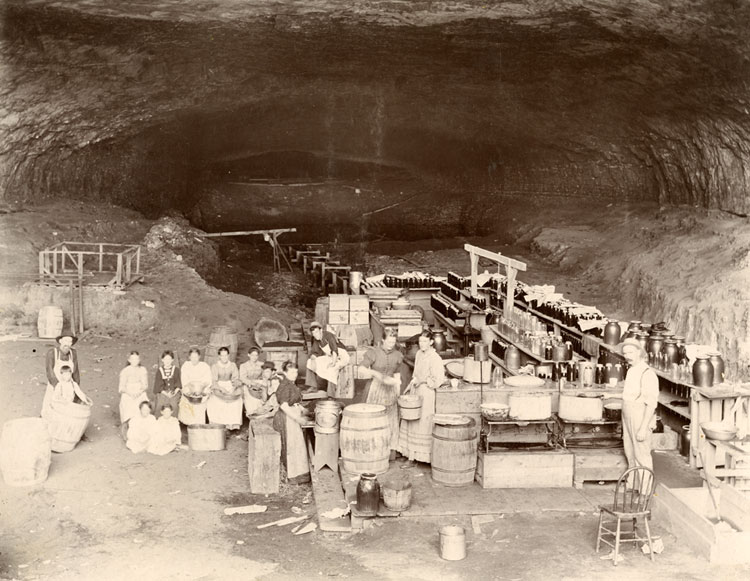
Cannery operation in the Ruskin Cooperative, 1896

러스킨 콜로니즈라는 유토피아적 사회주의자들은 러스킨의 정치 사상을 실천하고자 했다. 이 공동체에는 미국 플로리다주 러스킨, 캐나다 브리티시컬럼비아주 러스킨과 1894년부터 1899년까지 존재한 미국 테네시주 딕슨군에 위치한 러스킨 커먼웰스 협회가 있다.
러스킨의 작품은 앞서 언급한 언어 (러시아어, 프랑스어, 일본어) 이외에도 독일어, 이탈리아어, 스페인어, 포르투갈어, 헝가리어, 폴란드어, 루마니아어, 스웨덴어, 덴마크어, 네덜란드어, 체코어, 중국어, 웨일스어, 인도의 여러 지방 언어들과 에스페란토, 키쿠유어와 같은 수많은 언어로 번역되었다.

## 생애와 작품
런던 출생으로 어려서부터 터너의 그림에 깊은 관심을 가지고 있었다. 킹스 칼리지 런던에서 문학을 공부하다가 옥스퍼드 대학교로 가서 학사와 석사 학위를 받았다. 터너의 그림을 변호하려고 한 것이 동기가 되어, 1860년 '근대 화가론'을 완성함으로써 크게 주목을 끌었다. 그의 관심은 예술을 비롯하여 문학, 자연과학(지질학과 조류학), 정치학, 경제학, 사회학 등 다방면에 걸쳐 있었으며, 작가이자 화가로서도 많은 작품을 남겼다. 뛰어난 재능으로 당대 예술평단의 일인자로 명성을 떨치던 중, 어두운 사회경제적 모순을 목도하고 불혹의 나이에 사회사상가로 변모한다. 그는 점차 사회 비평에 눈을 돌려 인간 정신의 개조에 의한 사회 개량을 주장하고, 미술 방면에서 거의 최고의 권위를 차지하였으며, 후에는 경제 및 도덕 방면에서 존경받았다.
후에 간디, 톨스토이, 버나드 쇼 등은 러스킨을 두고 ‘당대 최고의 사회개혁자’라고 평하기도 했다. 주요 저서로 <근대화가론>, <베네치아의 돌> 등의 예술비평서, <나중에 온 이 사람에게도>를 비롯한 경제학 저술, <참깨와 백합>, <티끌의 윤리학> 등의 대중강연집이 있다.

## 존 러스킨의 미술 작품

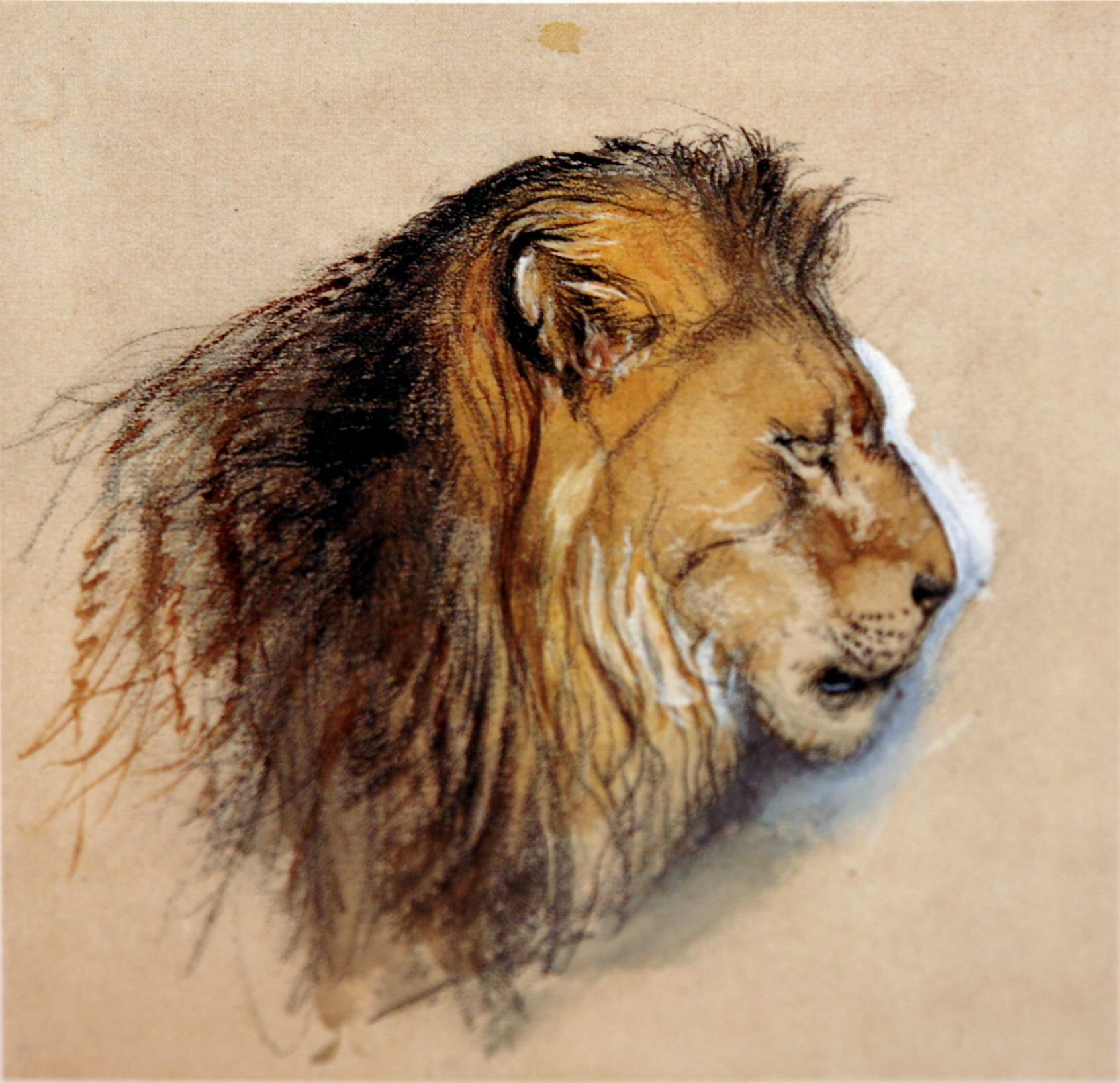
사자의 옆모습Lion's profile
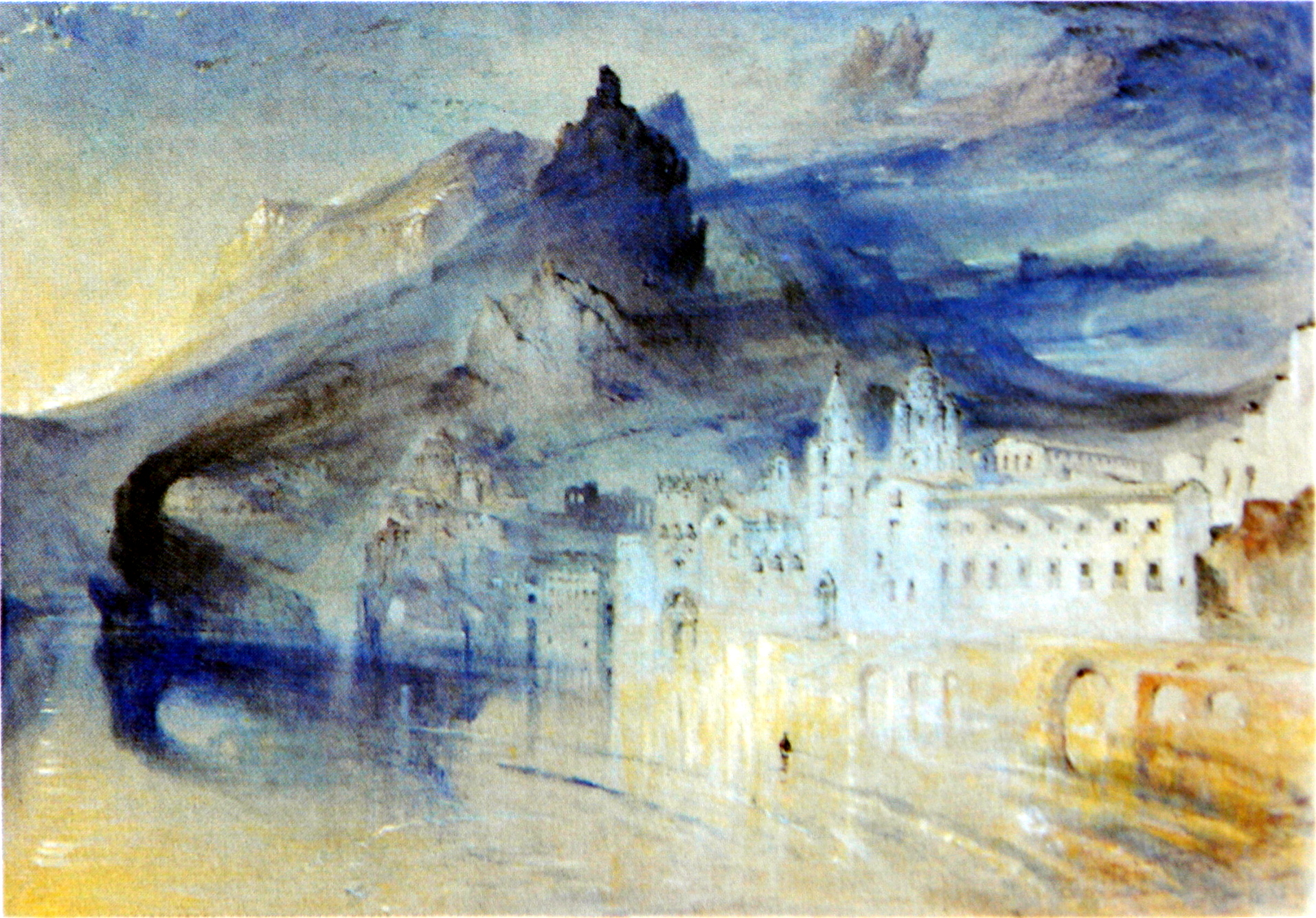
아말피 전경View of Amalfi
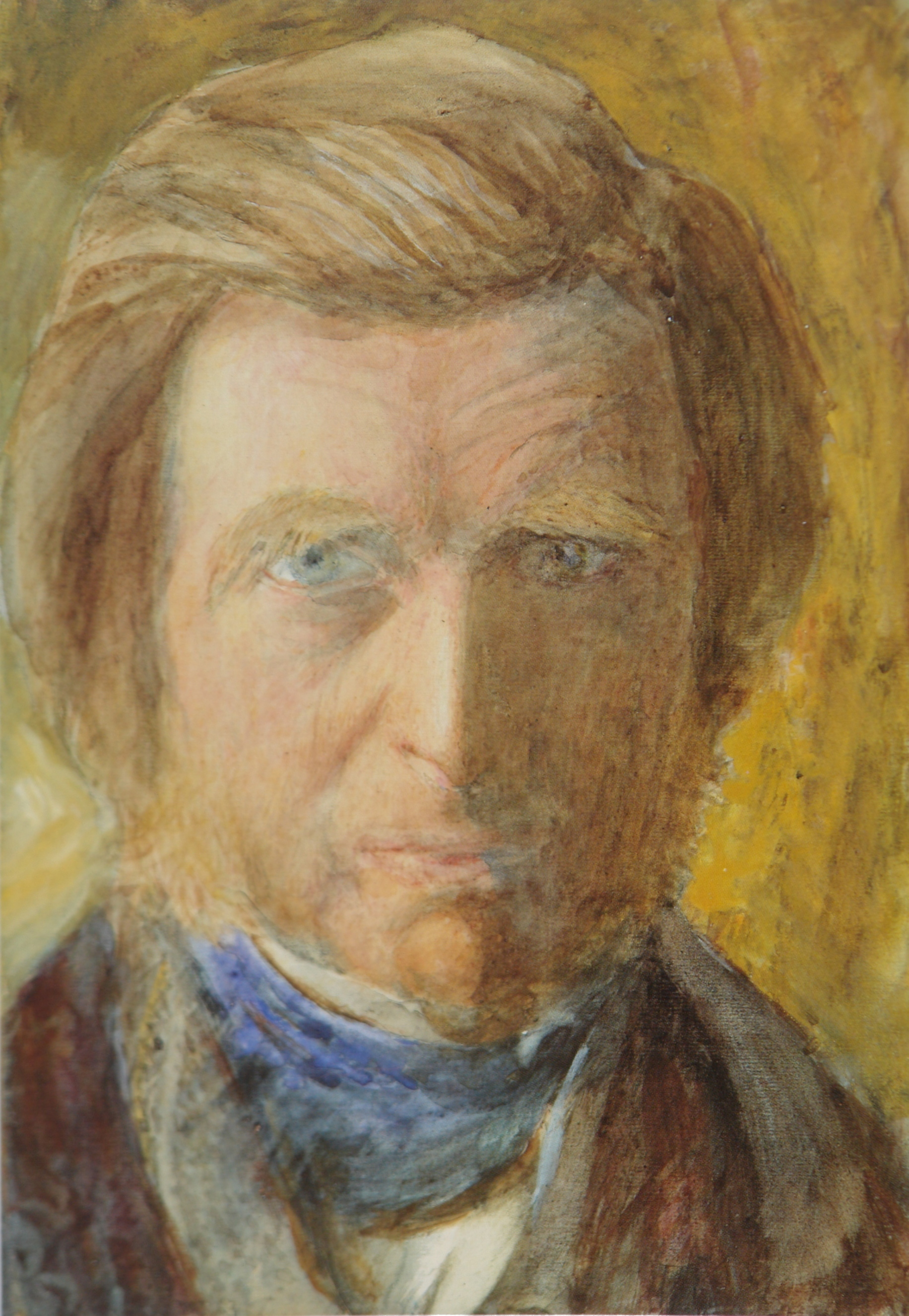
푸른색 넥타이를 맨 자화상Self Portrait with Blue Neckcloth
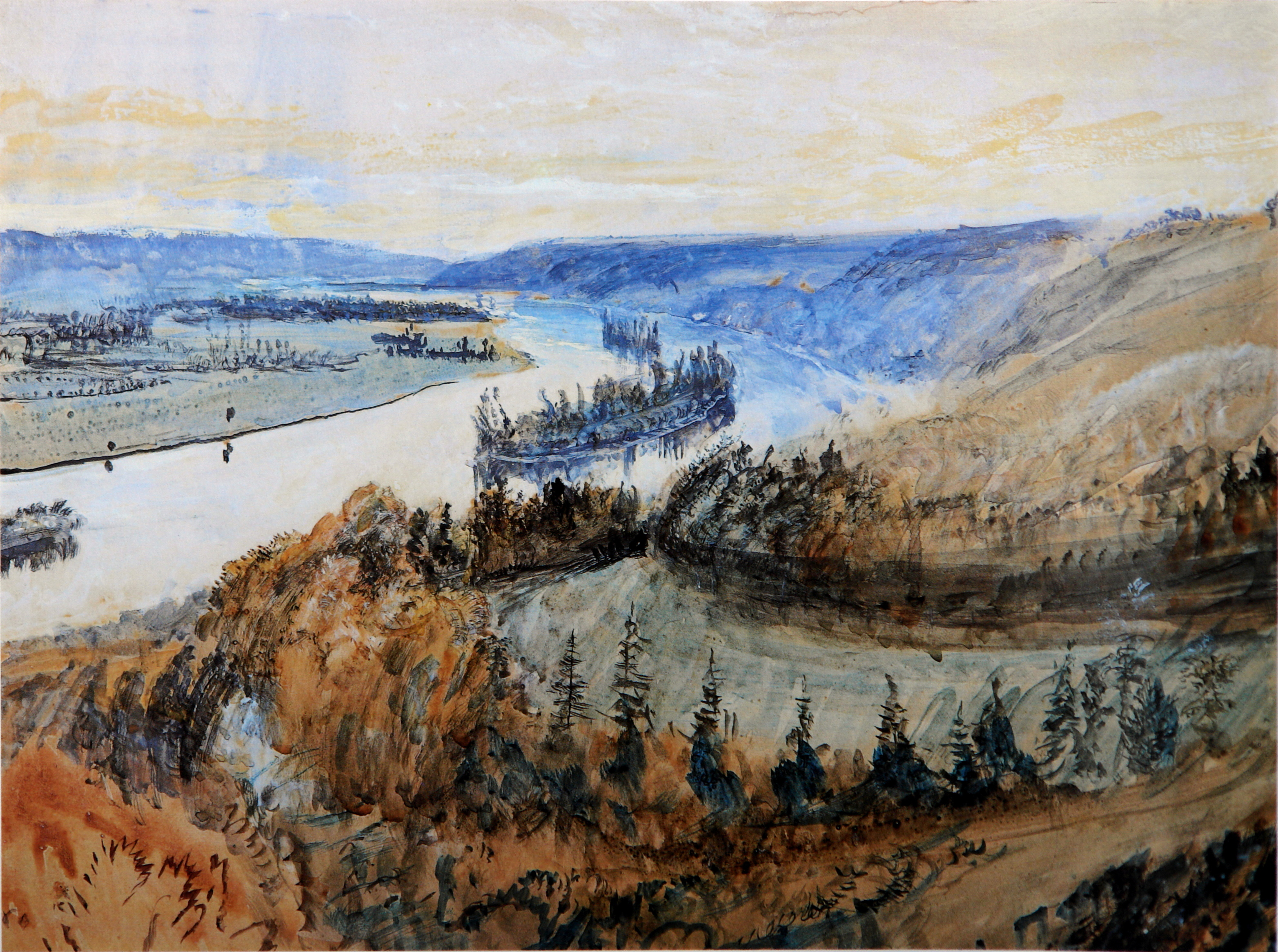
센강과 하중도River Seine and its Islands
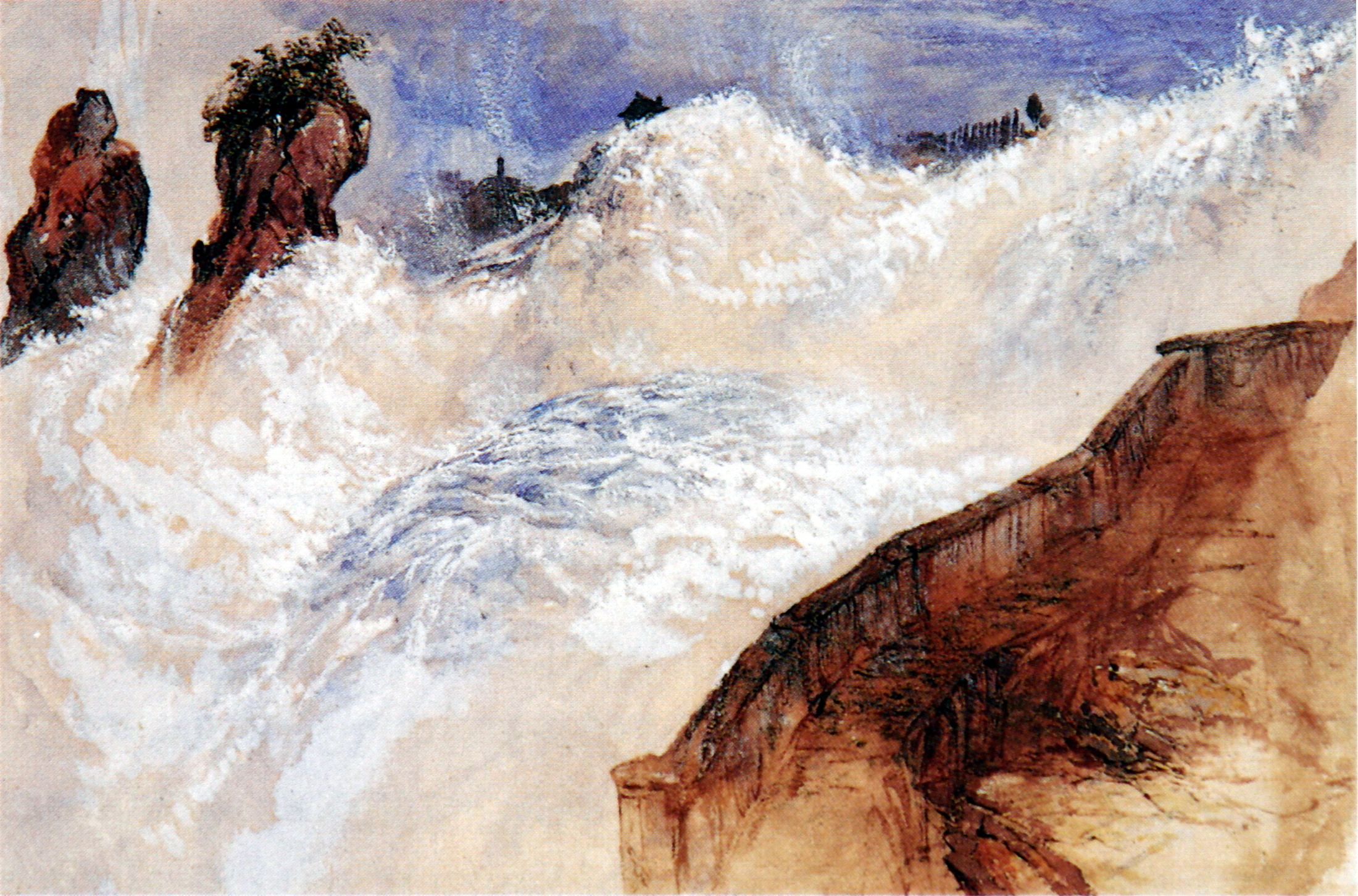
샤프하우젠의 폭포Falls of Schaffhausen
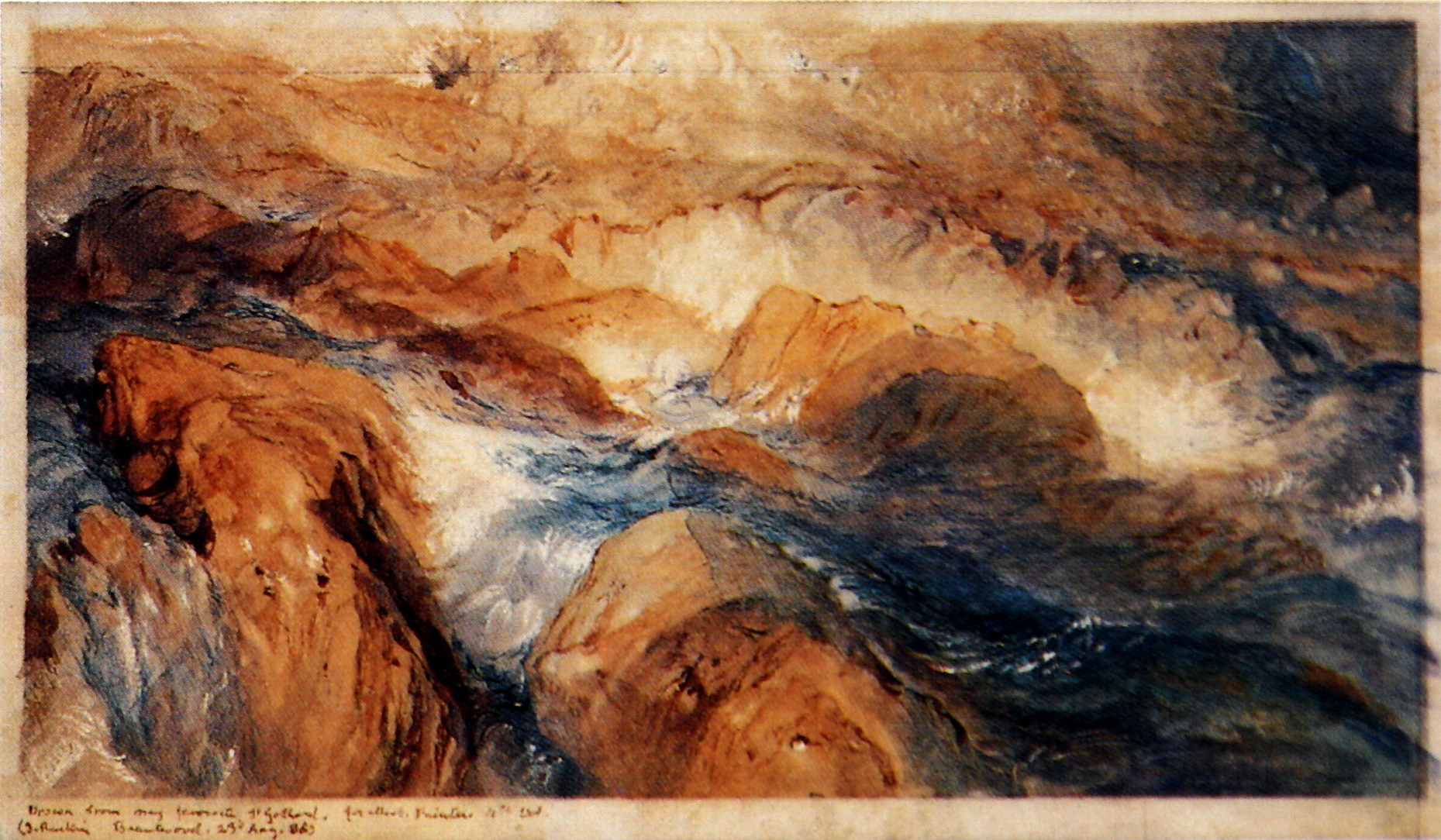
동요하는 바위Rocks in Unrest
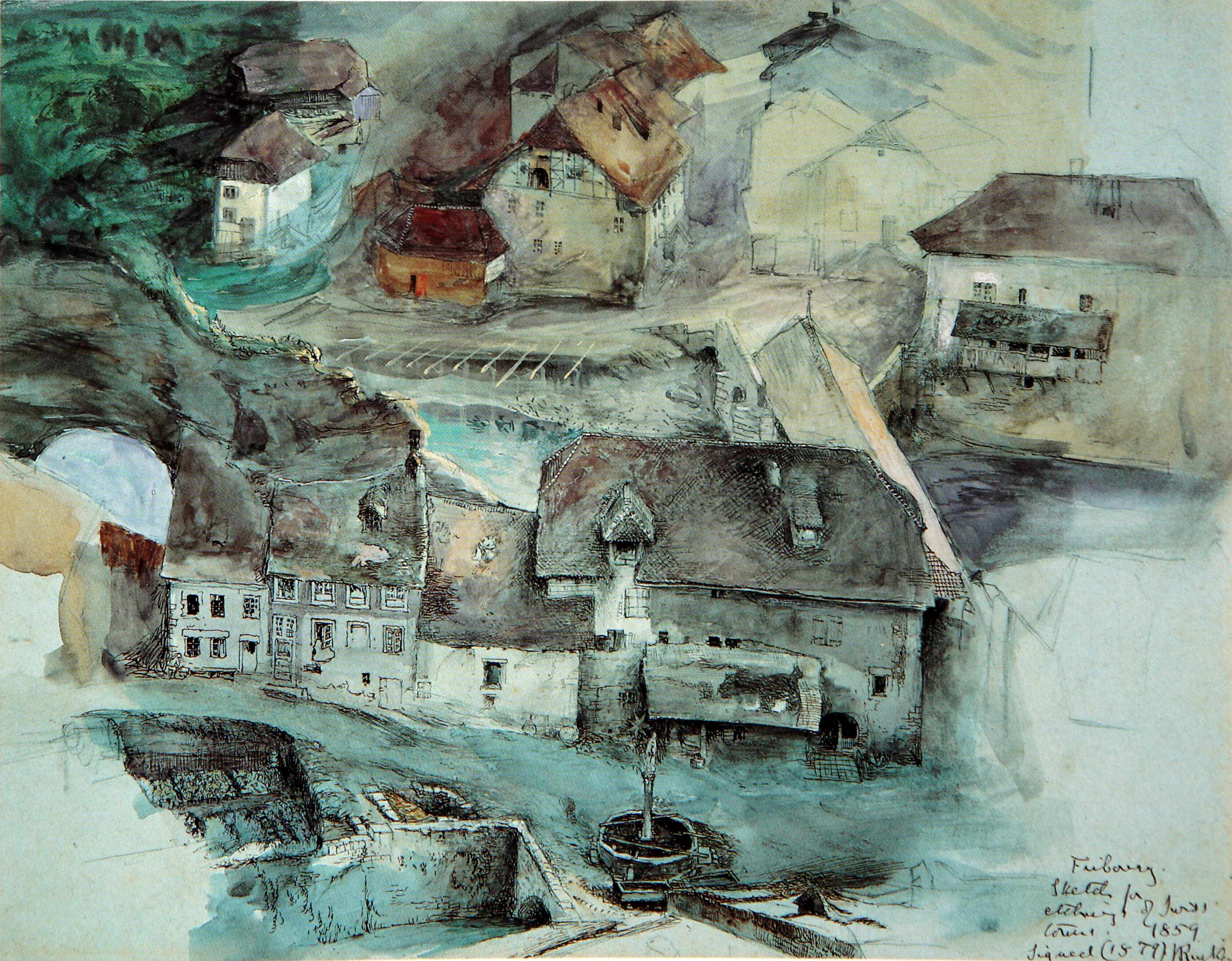
프리부르 쉬스Fribourg Suisse
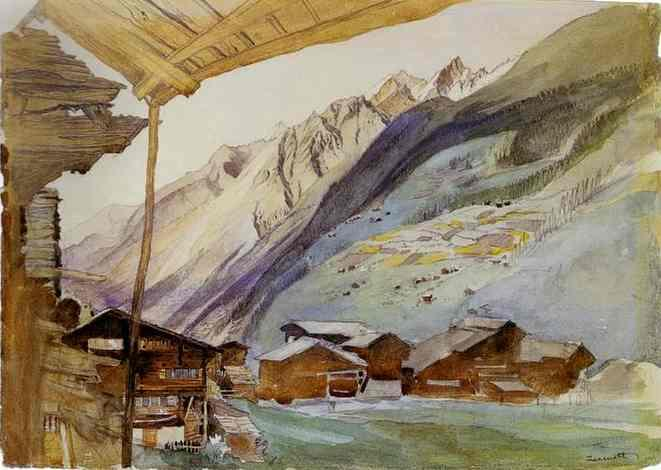
체르마트Zermatt

## 참고 저서

### 러스킨의 저서
- 시집Poems (1835년-46년경 쓰여진 시 작품들을 1850년에 엮어모아 출간되었음) (Works 2)
- 건축 시The Poetry of Architecture (1837년-38년에 건축 매거진에서 연재되었음; 1893년 공식으로 출간) (Works 1)
- 대학 친구에게 보낸 서한Letters to a College Friend (1840년–45년간 쓰여져 1894년 출간) (Works 1)
- 황금 강의 왕The King of the Golden River, or the Black Brothers. A Legend of Stiria (1841년 저술; 1850년 출간) (Works 1)
- 근대 화가론Modern Painters (총 5권) (1843–60) (Works 3–7)
  - 1권 (1843) (1・2부) Of General Principles and of Truth (Works 3)
  - 2권 (1846) (3부) Of the Imaginative and Theoretic Faculties (Works 4)
  - 3권 (1856) (4부) Of Many Things (Works 5)
  - 4권 (1856) (5부) Mountain Beauty (Works 6)
  - 5권 (1860) (6부) Of Leaf Beauty (Part VII) Of Cloud Beauty (Part VIII) Of Ideas of Relation (1) Of Invention Formal (Part IX) Of Ideas of Relation (2) Of Invention Spiritual (Works 7)
- 건축의 칠등(七燈)The Seven Lamps of Architecture (1849) (Works 8)
- 베네치아의 돌The Stones of Venice (총 3권) (1851–53)
  - 1권 The Foundations (1851) (Works 9)
  - 2권 The Sea–Stories (1853) (Works 10) – containing the chapter "The Nature of Gothic"
  - 3권 The Fall (1853) (Works 11)
- 양 우리 건설에 관한 노트Notes on the Construction of Sheepfolds (1851) (Works 12)
- 라파엘전파 사조Pre-Raphaelitism (1851) (Works 12)
- 라파엘 전파 예술가들에 관하여 타임즈에 보낸 서한Letters to the Times on the Pre-Raphaelite Artists (1851, 1854) (Works 12)
- 건축과 회화에 관한 강의Lectures on Architecture and Painting (Edinburgh, 1853) (1854) (Works 12)
- 아카데미 노트Academy Notes (Annual Reviews of the June Royal Academy Exhibitions) (1855–59, 1875) (Works 14)
- 영국의 항구The Harbours of England (1856) (Works 13)
- 소묘 개요The Elements of Drawing, in Three Letters to Beginners (1857) (Works 15)
- '기쁨'과 시장에서의 기쁨의 가격'A Joy Forever' and Its Price in the Market: being the substance (with additions) of two lectures on The Political Economy of Art (1857, 1880) (Works 16)
- 두 갈레의 길The Two Paths: being Lectures on Art, and Its Application to Decoration and Manufacture, Delivered in 1858–9 (1859) (Works 16)
- 투시 개론The Elements of Perspective, Arranged for the Use of Schools and Intended to be Read in Connection with the First Three Books of Euclid (1859) (Works 15)
- 나중에 온 이사람에게도Unto This Last: Four Essays on the First Principles of Political Economy (콘힐 매거진에서 1860년에 연재되었음. 1862년 책으로 간행) (Works 17)
- 무네라 풀베리스Munera Pulveris: Six Essays on the Elements of Political Economy (serialised Fraser's Magazine 1862–63, book 1872) (Works 17)
- 아글라이아의 띠The Cestus of Aglaia (아트 저널에서 연재 1864–64, incorporated (revised) in On the Old Road (1882) (Works 19)
- 참깨와 백합Sesame and Lilies: Two Lectures delivered at Manchester in 1864 (1865) (Works 18)
- 먼지의 윤리The Ethics of the Dust: Ten Lectures to Little Housewives on the Elements of Crystallisation (1866) (Works 18)
- 올리브 나무의 왕관The Crown of Wild Olive: Three Lectures on Work, Traffic and War (1866) (to a later edition was added a fourth lecture (delivered 1869), called "The Future of England") (1866) (Works 18)
- 세월Time and Tide, by Weare and Tyne: Twenty-five Letters to a Working Man of Sunderland on the Laws of Work (1867) (Works 17)
- 허공의 여왕The Queen of the Air: A Study of the Greek Myths of Cloud and Storm (1869) (Works 19)
- 예술 강의Lectures on Art, Delivered before the University of Oxford in Hilary term, 1870 (Works 20)
- 아라트라 펜텔리키Aratra Pentelici: Six Lectures on the Elements of Sculpture Given before the University of Oxford in Michaelmas term, 1870 (1872) (Works 20)
- 풍경화 강의Lectures on Landscape, Delivered at University of Oxford|Oxford in Lent Term, 1871 (1898) ("Works" 22)
- 포르스 클라비게라Fors Clavigera: Letters to the Workmen and Labourers of Great Britain (1871–84) ("Works" 27–29) (원래 총 8권의 모음집으로 구성되었음. 1권-7권은 1871년-1877년을 각 권마다 일 년간의 서한이 수록되어 있으며 서한 85-96이 수록된 8권은 1878년-84년을 다루고 있었음.)
  - 1권. 서한 1–36 (1871–73) (Works 27)
  - 2권. 서한 37–72 (1874–76) (Works 28)
  - 3권. 서한 73–96 (1877–84) (Works 29)
- 독수리의 둥지The Eagle's Nest: Ten Lectures on the Relation of Natural science to Art, Given before the 옥스퍼드 대학교 in Lent term, 1872 (1872) (Works 22)
- 아리아드네 플로렌티나Ariadne Florentina': Six Lectures on Wood and Metal Engraving, with Appendix, Given before the University of Oxford, in Michaelmas Term, 1872 (1876) (Works 22)
- 사랑의 수행원Love's Meinie: Lectures on Greek and English Birds (1873–81) (Works 25)
- 발 다르노Val d'Arno: Ten Lectures on the Tuscan Art, directly antecedent to the Florentine Year of Victories, given before the University of Oxford in Michaelmas Term, 1873 (1874) (Works 23)
- 피렌체의 미학・수학 예술 학파The Aesthetic and Mathematic School of Art in Florence: Lectures Given before the 옥스퍼드 대학교 in Michaelmas Term, 1874 (first published 1906) (Works 23)
- 피렌체의 아침Mornings in Florence: Simple Studies of Christian Art, for English Travellers (1875–77) (Works 23)
- 데우칼리온Deucalion: Collected Studies of the Lapse of Waves, and Life of Stones (1875–83) (Works 26)
- 프로세르피나Proserpina: Studies of Wayside Flowers, While the Air was Yet Pure Among the Alps, and in the Scotland and England Which My Father Knew (1875–86) (Works 25)
- 비블리오테카 파스토룸Bibliotheca Pastorum (i.e., 'Shepherd's Library', consisting of multiple volumes) (ed. John Ruskin) (1876–88) (Works 31–32)
- 페솔의 법칙Laws of Fésole: A Familiar Treatise on the Elementary Principles and Practice of Drawing and Painting as Determined by the Tuscan Masters (arranaged for the use of schools) (1877–78) (Works 15)
- 성 마르코의 평안St Mark's Rest (1877–84, book 1884) (Works 24)
- 픽션, 아름답고 더러운Fiction, Fair and Foul (1880년-81년 정기간행물 <19세기>에서 연재되었음, 구도에 관하여On the Old Road 포함 (1885)) (Works 34)
- 아미앵의 성서The Bible of Amiens (선조들이 우리에게 말했었다Our Fathers Have Told Us의 제 1부) (1880–85) (Works 33)
- 영국 예술The Art of England: Lectures Given in Oxford, During his Second Tenure of the Slade Professorship (1883년의 강의로 1884년 책으로 출판) (Works 33)
- 19세기의 먹구름The Storm-Cloud of the Nineteenth Century: Two Lectures Delivered at the London Institution, 4 and 11 February 1884 (1884) (Works 34)
- 영국의 즐거움The Pleasures of England: Lectures Given in University of Oxford|Oxford, During his Second Tenure of the Slade Professorship (1884년 강의, 1884–85년 출간) (Works 33)
- 프라에테리타Præterita: Outlines of Scenes and Thoughts Perhaps Worthy of Memory in My Past Life (총 3권) (1885–89) (Works 35)
- 딜렉타Dilecta: Correspondence, Diary Notes, and Extracts from Books, Illustrating 'Praeterita' (1886, 1887, 1900) (Works 35)